# Сіта-кірі Судзуме

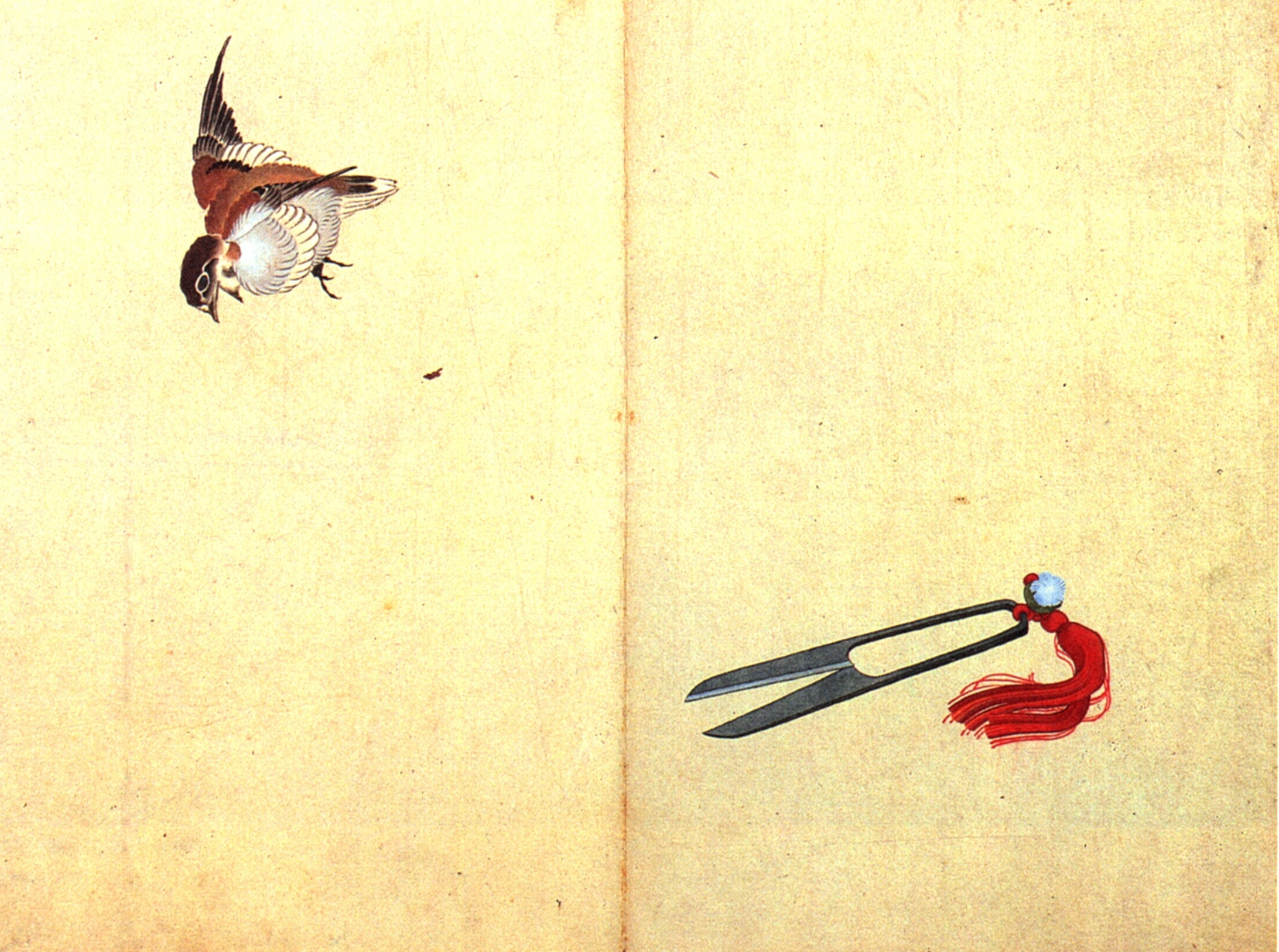
Укійо-е (Кацусіка Хокусай)

Сіта-кірі Судзуме (яп. 舌切り雀, «горобець із відрізаним язиком») — японська народна казка про доброго старого, його жадібну дружину і скаліченого горобця. На характерах головних героїв твір демонструє прояви жадібності, дружби й заздрощів.

## Сюжет
Колись давним-давно жив бідний старий дроворуб зі своєю дружиною, які заробляли собі на життя розпилюванням деревини і риболовлею. Старий був чесним і добрим, а його дружина була жадібною і зарозумілою. Одного ранку старий піднявся в гори рубати дерева і побачив там пораненого горобця, який волав про допомогу. Відчувши жалість, він забрав пташку до себе додому і підгодовував її невеликою кількістю рису, щоб допомогти поправитися. Дружину старого, жадібну і безсердечну жінку, дуже дратувало, що її чоловік даремно витрачає дорогоцінну їжу на таку нікчемну істоту. Старий, однак, продовжував піклуватися про птаха.
Він мав повернутися в гори на цілий день, тому залишив птаха під опікою своєї старої, яка, за відсутності чоловіка, навіть не збиралася його годувати. Після того, як чоловік пішов, вона вирушила на риболовлю. Поки її не було, горобець знайшов і склював залишки крохмалю. Коли стара повернулася, то так розсердилася, що відрізала горобцеві язика і прогнала назад в гори, звідки він і прибув.
Засмучений старий пішов шукати птаха, і інші горобці скерували його в бамбуковий гай, у якому знайшов притулок його знайомий горобець. Безліч горобців вітали його як дорогого гостя, і супроводили до його друга, горобчика, якого він колись врятував. Горобці принесли їжу, співали і танцювали на честь старого.
Перед відходом, гостю запропонували як подарунок на вибір великий кошик або маленький кошик. Бувши літньою людиною, він вибрав невеликий кошик, оскільки вирішив, що він буде легшим. Коли він прийшов додому і відкрив кошик, то виявив всередині дорогоцінні скарби. Дружина, дізнавшись про існування великого кошика, побігла в притулок горобця, сподіваючись випросити для себе ще більше скарбів. Коли їй надали вибір, то жінка вибрала великий кошик, при цьому горобці її попередили, що не слід відкривати кошик до повернення додому.
Але жадібність і цікавість взяли в душі верх, і вона відкрила кошик по дорозі, до приходу додому. На її подив, кошик виявилося повним отруйних змій і різних чудовиськ. Злякавшись до смерті, жінка гепнулася і шкереберть скотилася до підніжжя гори.

## Близькі сюжети
За системою класифікації казкових сюжетів Аарне — Томпсона казка має номер 480 «Добра і недобра дівчина». Деякі інші казки, що належать до цього типу:
- Фея;
- Пані Метелиця;
- Троє лісових чоловічків;
- Морозко[ru];
- Зачарований вінок (скандинавська казка);
- Шкіряний мішок (англійська казка);
- Дві скриньки (скандинавська казка).

## Культурний вплив і переклади
У грі Okami компанії Clover Studio, горобиний притулок розташований поруч із житлом літньої пари, що має ножиці, яка захопила і збиралася з'їсти одного з горобців. Це досить очевидне посилання на казку, хоча старий, на відміну від персонажа казки, не добрий — він так само підлий, як і його дружина.
Англійською мовою казку перекладали Алджернон Фріман-Мітфорд (Algernon Freeman-Mitford, 1871), Вільям Елліот Гриффіс (1880), Девід Томсон (у другому томі Japanese Fairy Tale Series" Хасегави Такедзіро, 1885), Єй Теодора Озакі (1903), Тереза Віллістон (1904) та інші.